# 金京男
金 京男（金 京南、キム・ギョンナム、朝鮮語: 김경남）は、朝鮮民主主義人民共和国の政治家。商業相、朝鮮労働党中央検査委員会委員、祖国平和統一委員会参事などを歴任した。

## 経歴
出生地や生年月日は不明。朝鮮服協会副会長や祖国平和統一委員会参事を経て、2014年3月9日に実施された最高人民会議第13期代議員選挙で代議員に選出され、4月9日に開催された最高人民会議第13期第1回会議で商業相に任命された。2016年5月9日に開催された朝鮮労働党第7次大会で朝鮮労働党中央検査委員会委員に選出された。
2019年3月10日に実施された最高人民会議第14期代議員選挙で代議員に再選され、4月11日に開催された最高人民会議第14期第1回会議で商業相に再任された。
2021年1月5日から開催された朝鮮労働党第8次大会で行われた党中央検査委員候補から脱落。1月17日に開催された最高人民会議第14期第4回会議で商業相を解任された。

## 参考サイト
- 북한정보포털

| 先代李成浩 | 商業相2014年 - 2021年 | 次代パク・ヒョクチョル |